# Wulverdinghe
Wulverdinghe (Wulverdinge en flamand occidental) est une commune française, située dans le département du Nord (59) en région Hauts-de-France.

## Géographie

### Situation

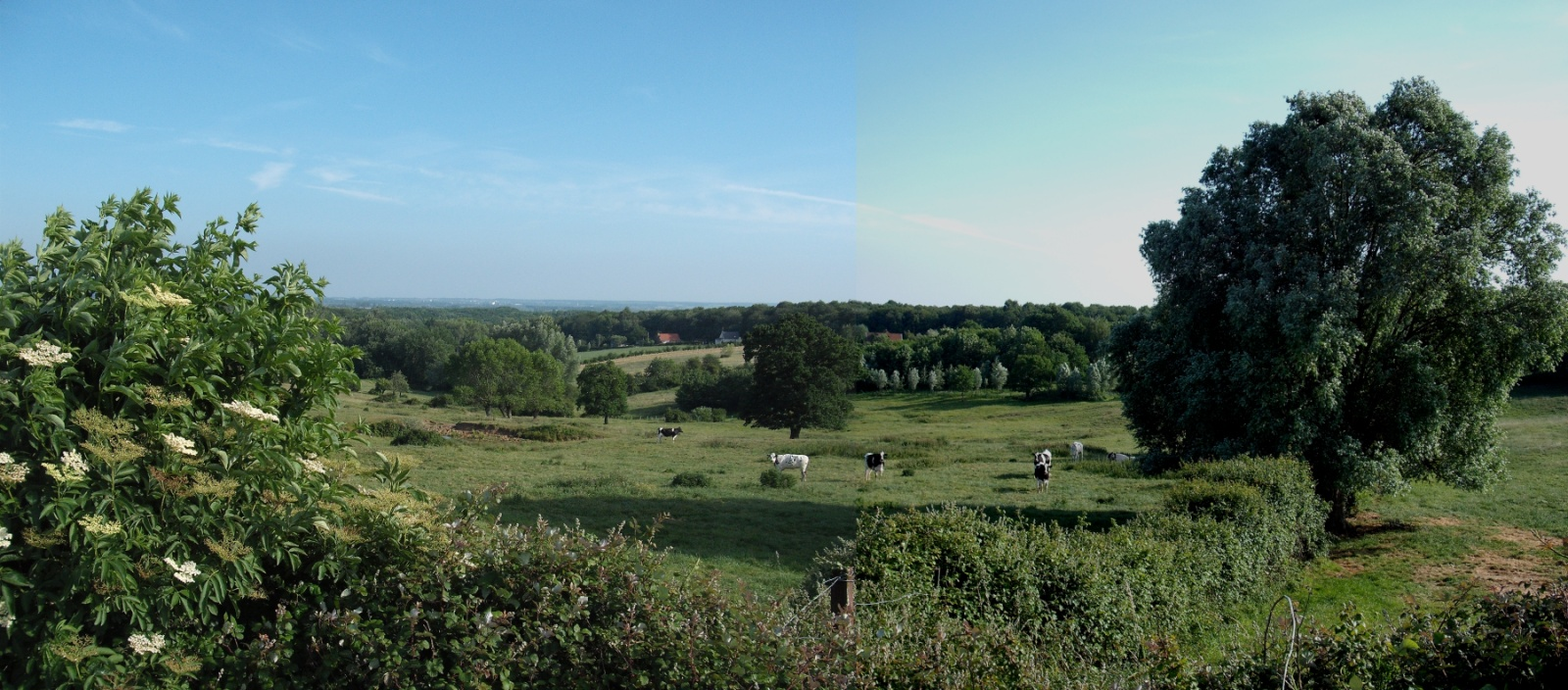
La basse ville.

La commune de Wulverdinghe est située à la limite de la Flandre intérieure (Houtland), et entourée par le Bois du Ham et le Bois Royal de Watten. Le sol est constitué en de nombreux endroits d'argiles compacts.

### Communes limitrophes
Les communes limitrophes sont Millam, Lederzeele, Saint-Momelin, Volckerinckhove et Watten.

### Hydrographie

#### Réseau hydrographique
La commune est située dans le bassin Artois-Picardie. Elle est drainée par la Ferme du Ham,.

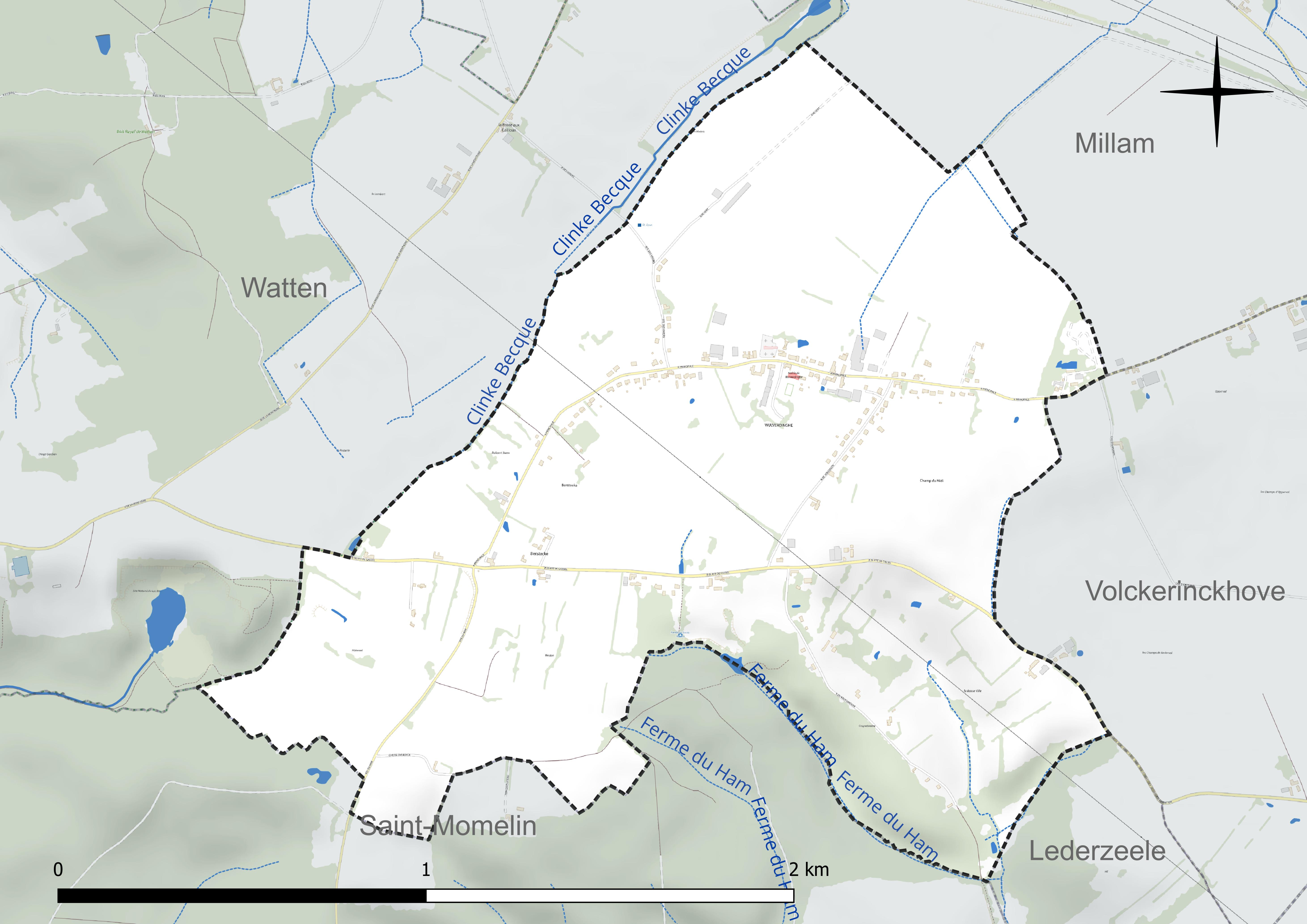
Réseau hydrographique de Wulverdinghe.

#### Gestion et qualité des eaux
Le territoire communal est couvert par le schéma d'aménagement et de gestion des eaux (SAGE) « Delta de l'Aa ». Ce document de planification concerne un territoire de 1 208 km2 de superficie, délimité par le bassin versant de l'Aa. Le périmètre a été arrêté le 18 août 2000 et le SAGE proprement dit a été approuvé le 15 mars 2010. La structure porteuse de l'élaboration et de la mise en œuvre est l'Institution intercommunale des Wateringues. 
La qualité des cours d'eau peut être consultée sur un site dédié géré par les agences de l'eau et l'Agence française pour la biodiversité. 

### Climat
Pour des articles plus généraux, voir Climat des Hauts-de-France et Climat du Nord.
En 2010, le climat de la commune est de type climat océanique altéré, selon une étude du CNRS s'appuyant sur une série de données couvrant la période 1971-2000. En 2020, Météo-France publie une typologie des climats de la France métropolitaine dans laquelle la commune est exposée à un climat océanique et est dans la région climatique  Côtes de la Manche orientale, caractérisée par un faible ensoleillement (1 550 h/an) ; forte humidité de l'air (plus de 20 h/jour avec humidité relative > 80 % en hiver), vents forts fréquents. 
Pour la période 1971-2000, la température annuelle moyenne est de 10,3 °C, avec une amplitude thermique annuelle de 13,7 °C. Le cumul annuel moyen de précipitations est de 844 mm, avec 13 jours de précipitations en janvier et 8,1 jours en juillet. Pour la période 1991-2020, la température moyenne annuelle observée sur la station météorologique la plus proche, située sur la commune de Watten à 3 km à vol d'oiseau, est de 11,3 °C et le cumul annuel moyen de précipitations est de 822,8 mm,. Pour l'avenir, les paramètres climatiques de la commune estimés pour 2050 selon différents scénarios d'émission de gaz à effet de serre sont consultables sur un site dédié publié par Météo-France en novembre 2022.
| Mois                                  | jan.             | fév.           | mars           | avril           | mai             | juin           | jui.           | août           | sep.           | oct.            | nov.            | déc.             | année      |
| ------------------------------------- | ---------------- | -------------- | -------------- | --------------- | --------------- | -------------- | -------------- | -------------- | -------------- | --------------- | --------------- | ---------------- | ---------- |
| Température minimale moyenne (°C)     | 2                | 2              | 3,5            | 5,1             | 8,3             | 11,2           | 13,4           | 13,4           | 10,8           | 8,1             | 5               | 2,6              | 7,1        |
| Température moyenne (°C)              | 4,8              | 5,3            | 7,6            | 10,3            | 13,5            | 16,3           | 18,5           | 18,6           | 15,7           | 12,1            | 8,1             | 5,2              | 11,3       |
| Température maximale moyenne (°C)     | 7,6              | 8,5            | 11,7           | 15,5            | 18,6            | 21,3           | 23,7           | 23,8           | 20,7           | 16,1            | 11,1            | 7,9              | 15,5       |
| Record de froid (°C) date du record   | −19,3 14.01.1982 | −14,6 11.02.12 | −11 07.03.1971 | −4,6 02.04.1996 | −1,4 03.05.1981 | 1,1 02.06.1991 | 4,5 01.07.1984 | 4,7 28.08.1978 | 1,3 22.09.1997 | −6,8 29.10.1997 | −9,6 30.11.1978 | −13,8 29.12.1996 | −19,3 1982 |
| Record de chaleur (°C) date du record | 16,1 01.01.22    | 20 24.02.21    | 25,9 31.03.21  | 28,9 19.04.18   | 32,8 27.05.05   | 35,8 21.06.17  | 41,9 25.07.19  | 37 10.08.03    | 33,6 05.09.13  | 29,9 01.10.11   | 20,3 07.11.15   | 16,4 19.12.15    | 41,9 2019  |
| Précipitations (mm)                   | 69,5             | 57,8           | 50             | 43,9            | 56,4            | 58,8           | 67             | 72,9           | 71,9           | 83,9            | 97,3            | 93,4             | 822,8      |

## Urbanisme

### Typologie
Au 1er janvier 2024, Wulverdinghe est catégorisée commune rurale à habitat dispersé, selon la nouvelle grille communale de densité à sept niveaux définie par l'Insee en 2022.
Elle est située hors unité urbaine et hors attraction des villes,.

### Occupation des sols
L'occupation des sols de la commune, telle qu'elle ressort de la base de données européenne d'occupation biophysique des sols Corine Land Cover (CLC), est marquée par l'importance des territoires agricoles (92,8 % en 2018), une proportion identique à celle de 1990 (92,8 %). La répartition détaillée en 2018 est la suivante : 
terres arables (77,9 %), prairies (14,9 %), forêts (7,2 %). L'évolution de l'occupation des sols de la commune et de ses infrastructures peut être observée sur les différentes représentations cartographiques du territoire : la carte de Cassini (XVIIIe siècle), la carte d'état-major (1820-1866) et les cartes ou photos aériennes de l'IGN pour la période actuelle (1950 à aujourd'hui).

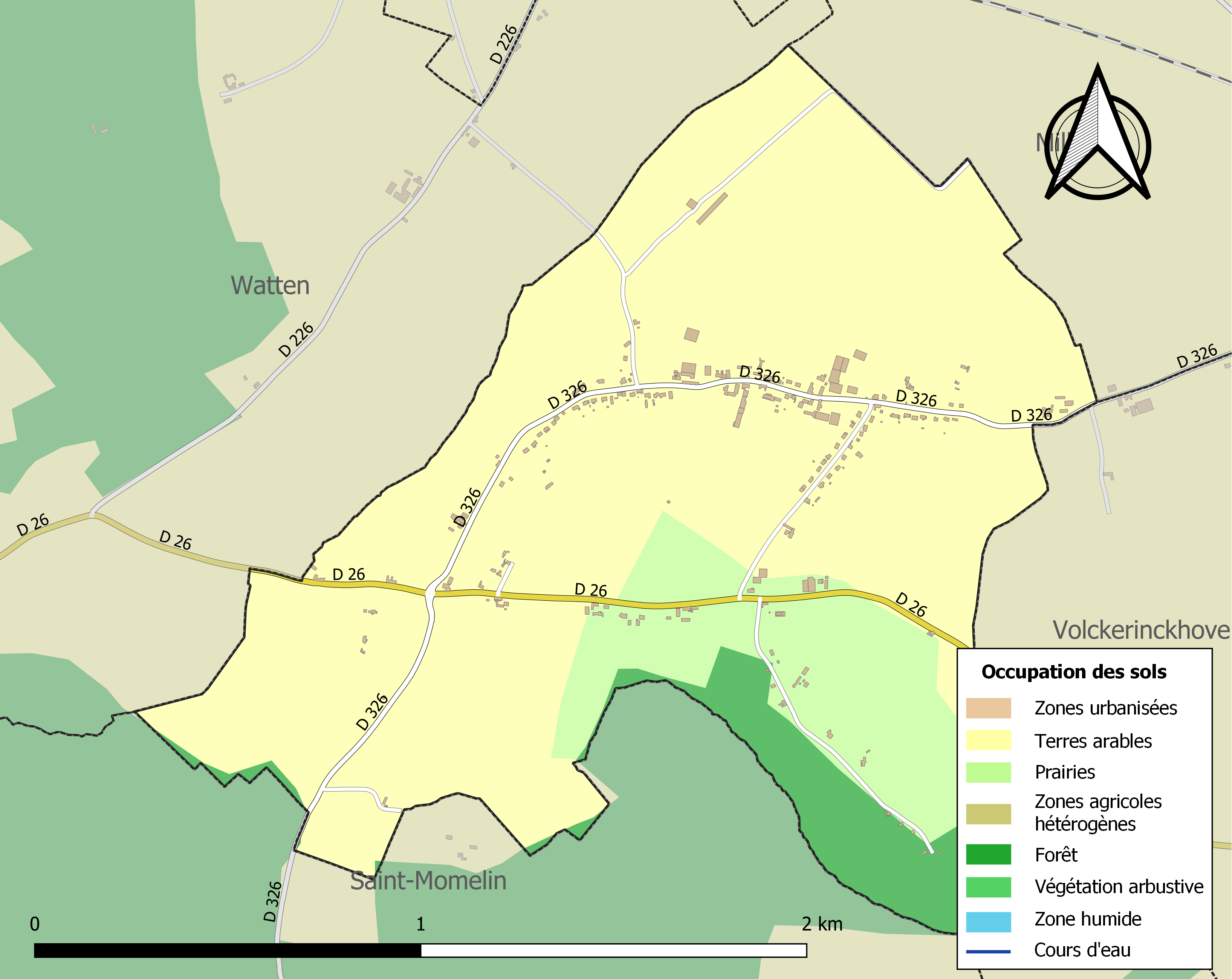
Carte des infrastructures et de l'occupation des sols de la commune en 2018 (CLC).

### Habitat et logement
En 2013 et  2018, le nombre total de logements dans la commune était de 130, alors qu'il était de 110 en 2008.
Parmi ces logements, 84,4 % étaient des résidences principales, 3,9 % des résidences secondaires et 11,7 % des logements vacants. Ces logements étaient pour 97,7 % d'entre eux des maisons individuelles et pour 0 % des appartements.
Le tableau ci-dessous présente la typologie des logements à Wulverdinghe en 2018 en comparaison avec celle du Nord et de la France entière. Une caractéristique marquante du parc de logements est ainsi une proportion de résidences secondaires et logements occasionnels (3,9 %) supérieure à celle du département (1,6 %) mais inférieure à celle de la France entière (9,7 %). Concernant le statut d'occupation de ces logements, 87,2 % des habitants de la commune sont propriétaires de leur logement (86,7 % en 2013), contre 54,7 % pour le Nord et 57,5 % pour la France entière.
| Typologie                                               | Wulverdinghe | Nord | France entière |
| ------------------------------------------------------- | ------------ | ---- | -------------- |
| Résidences principales (en %)                           | 84,4         | 90,8 | 82,1           |
| Résidences secondaires et logements occasionnels (en %) | 3,9          | 1,6  | 9,7            |
| Logements vacants (en %)                                | 11,7         | 7,7  | 8,2            |

## Toponymie
Le nom de la localité est attesté sous les formes Wulverthinga (1175), Wluerdinga, (1187), Wulverdinghem, (1190) et Wulverdinghe (1121).
Elle se nomme Wulverdinge en flamand occidental, néerlandais et flamand, pouvant signifier « pays des loups »)
Le nom du village lui-même remonte au VIIe siècle alors que les Francs prenaient peu à peu possession de la région, Wulfafrithinga : lieu appartenant aux hommes de Wulfafrith (de Wolf et de Frede : loup et paix).[réf. nécessaire]
- Toponyme germanique composé de trois termes: Wulverd-ing-he(m).

## Histoire

### Moyen Âge
En 1161, la villa de Wulverdinghe est signalée, sur l'emplacement de la voie romaine Watten-Cassel.
En 1186, une charte est signée par Wulveric, dont le nom rappelle celui du village.
En 1190, le comte de Flandre donne la forêt de Wulverdinghe à l'abbaye Saint-Bertin. Ce don est confirmé en 1193 par le comte Baudouin V de Hainaut et sa femme Marguerite d'Alsace.
En 1221, Michel de Boulaers, connétable de Flandre, donne à l'église de Watten (abbaye de Watten), les droits qu'il percevait sur le village.
En 1227, trois hôtes[C'est-à-dire ?] sont mentionnés dans un acte.
En 1256, un chevalier du nom de Jean Howel est signalé.
En 1282, Gilles de Hauwels vend son manoir situé à l'emplacement de la motte féodale (lieu-dit du Hoeweel) à l'abbaye de Saint-Bertin.

### Temps modernes
Avant la Révolution française, la paroisse était incluse dans le diocèse de Thérouanne, puis à la disparition de celui-ci dans le diocèse de Saint-Omer.

### Révolution française et Empire
Au moment de la Révolution française, en 1791, le curé de Wulverdinghe, N. A. Stocken, ayant prêté le serment de fidélité à la constitution, (église constitutionnelle), fait partie de la « Société des Amis de la Constitution », société patriotique réunissant les partisans de la Révolution, de Watten.

## Politique et administration

### Rattachements administratifs et électoraux

#### Rattachements administratifs
La commune se trouve dans l'arrondissement de Dunkerque du département du Nord.  
Elle faisait partie depuis 1801 du canton de Bourbourg. Dans le cadre du redécoupage cantonal de 2014 en France, cette circonscription administrative territoriale a disparu, et le canton n'est plus qu'une circonscription électorale.

#### Rattachements électoraux
Pour les élections départementales, la commune fait partie depuis 2014 du canton de Wormhout
Pour l'élection des députés, elle fait partie de la quatorzième circonscription du Nord.

### Intercommunalité
Wulverdinghe était membre de la communauté de communes de la Colme, un établissement public de coopération intercommunale (EPCI) à fiscalité propre créé en 1993 et auquel la commune avait transféré un certain nombre de ses compétences, dans les conditions déterminées par le code général des collectivités territoriales.
Conformément aux prescriptions de la loi de réforme des collectivités territoriales du 16 décembre 2010, qui a prévu le renforcement et la simplification des intercommunalités et la constitution de structures intercommunales de grande taille, cette intercommunalité a fusionné avec ses voisines pour former, le 1er janvier 2017, la communauté de communes des Hauts de Flandre, dont est désormais membre la commune.

### Liste des maires
| Période                                  | Période                        | Identité           | Étiquette | Qualité                            |
| ---------------------------------------- | ------------------------------ | ------------------ | --------- | ---------------------------------- |
| Les données manquantes sont à compléter. |                                |                    |           |                                    |
| avant 1802-1803                          | 1807                           | J.D. Dewynter      |           |                                    |
| avant 1854                               |                                | M. Drieux          |           |                                    |
| avant 1883.                              |                                | Ch. L. Drieux      |           |                                    |
| 1888                                     | 1908                           | Em. Delafosse.     |           |                                    |
| 1908                                     | 1914                           | L. Delgrange       |           |                                    |
| 1822                                     | 1835                           | Azer Delgrange.    |           |                                    |
| 1935                                     | 1971                           | J. Beyaert         |           |                                    |
| 1971                                     | 1974                           | J. Deswartvaegher. |           |                                    |
| 1974                                     | 1978 ou après                  | R. Decaestecker    |           |                                    |
| Les données manquantes sont à compléter. |                                |                    |           |                                    |
| mars 2001                                | août 2022,                     | Michel Kerfyser,   |           | Gendarme retraité Mort en fonction |
| septembre 2022,                          | En cours (au 16 décembre 2022) | Philippe Perrin    |           |                                    |

## Population et société

### Démographie

#### Évolution démographique
L'évolution du nombre d'habitants est connue à travers les recensements de la population effectués dans la commune depuis 1793. Pour les communes de moins de 10 000 habitants, une enquête de recensement portant sur toute la population est réalisée tous les cinq ans, les populations de référence des années intermédiaires étant quant à elles estimées par interpolation ou extrapolation. Pour la commune, le premier recensement exhaustif entrant dans le cadre du nouveau dispositif a été réalisé en 2006.

En 2022, la commune comptait 332 habitants, en évolution de +7,1 % par rapport à 2016 (Nord : +0,51 %, France hors Mayotte : +2,11 %).
| 1793 | 1800 | 1806 | 1821 | 1831 | 1836 | 1841 | 1846 | 1851 |
| ---- | ---- | ---- | ---- | ---- | ---- | ---- | ---- | ---- |
| 340  | 338  | 399  | 436  | 405  | 408  | 420  | 412  | 386  |

| 1856 | 1861 | 1866 | 1872 | 1876 | 1881 | 1886 | 1891 | 1896 |
| ---- | ---- | ---- | ---- | ---- | ---- | ---- | ---- | ---- |
| 382  | 387  | 389  | 363  | 327  | 321  | 320  | 326  | 295  |

| 1901 | 1906 | 1911 | 1921 | 1926 | 1931 | 1936 | 1946 | 1954 |
| ---- | ---- | ---- | ---- | ---- | ---- | ---- | ---- | ---- |
| 245  | 264  | 268  | 233  | 253  | 251  | 249  | 260  | 248  |

| 1962 | 1968 | 1975 | 1982 | 1990 | 1999 | 2006 | 2011 | 2016 |
| ---- | ---- | ---- | ---- | ---- | ---- | ---- | ---- | ---- |
| 257  | 232  | 198  | 206  | 227  | 230  | 253  | 303  | 310  |

| 2021 | 2022 | - | - | - | - | - | - | - |
| ---- | ---- | - | - | - | - | - | - | - |
| 327  | 332  | - | - | - | - | - | - | - |

#### Pyramide des âges
La population de la commune est relativement jeune.
En 2018, le taux de personnes d'un âge inférieur à 30 ans s'élève à 40,3 %, soit au-dessus de la moyenne départementale (39,5 %). À l'inverse, le taux de personnes d'âge supérieur à 60 ans est de 15,5 % la même année, alors qu'il est de 22,5 % au niveau départemental.
En 2018, la commune comptait 157 hommes pour 154 femmes, soit un taux de 50,48 % d'hommes, largement supérieur au taux départemental (48,23 %).
Les pyramides des âges de la commune et du département s'établissent comme suit.
| Hommes | Classe d’âge | Femmes |
| ------ | ------------ | ------ |
| 0,0    | 90 ou +      | 1,3    |
| 3,2    | 75-89 ans    | 4,5    |
| 9,6    | 60-74 ans    | 12,3   |
| 17,9   | 45-59 ans    | 18,2   |
| 25,6   | 30-44 ans    | 26,6   |
| 17,3   | 15-29 ans    | 16,9   |
| 26,3   | 0-14 ans     | 20,1   |

| Hommes | Classe d’âge | Femmes |
| ------ | ------------ | ------ |
| 0,5    | 90 ou +      | 1,4    |
| 5,3    | 75-89 ans    | 8,1    |
| 14,8   | 60-74 ans    | 16,2   |
| 19,1   | 45-59 ans    | 18,4   |
| 19,5   | 30-44 ans    | 18,7   |
| 20,7   | 15-29 ans    | 19,1   |
| 20,2   | 0-14 ans     | 18     |

## Culture locale et patrimoine

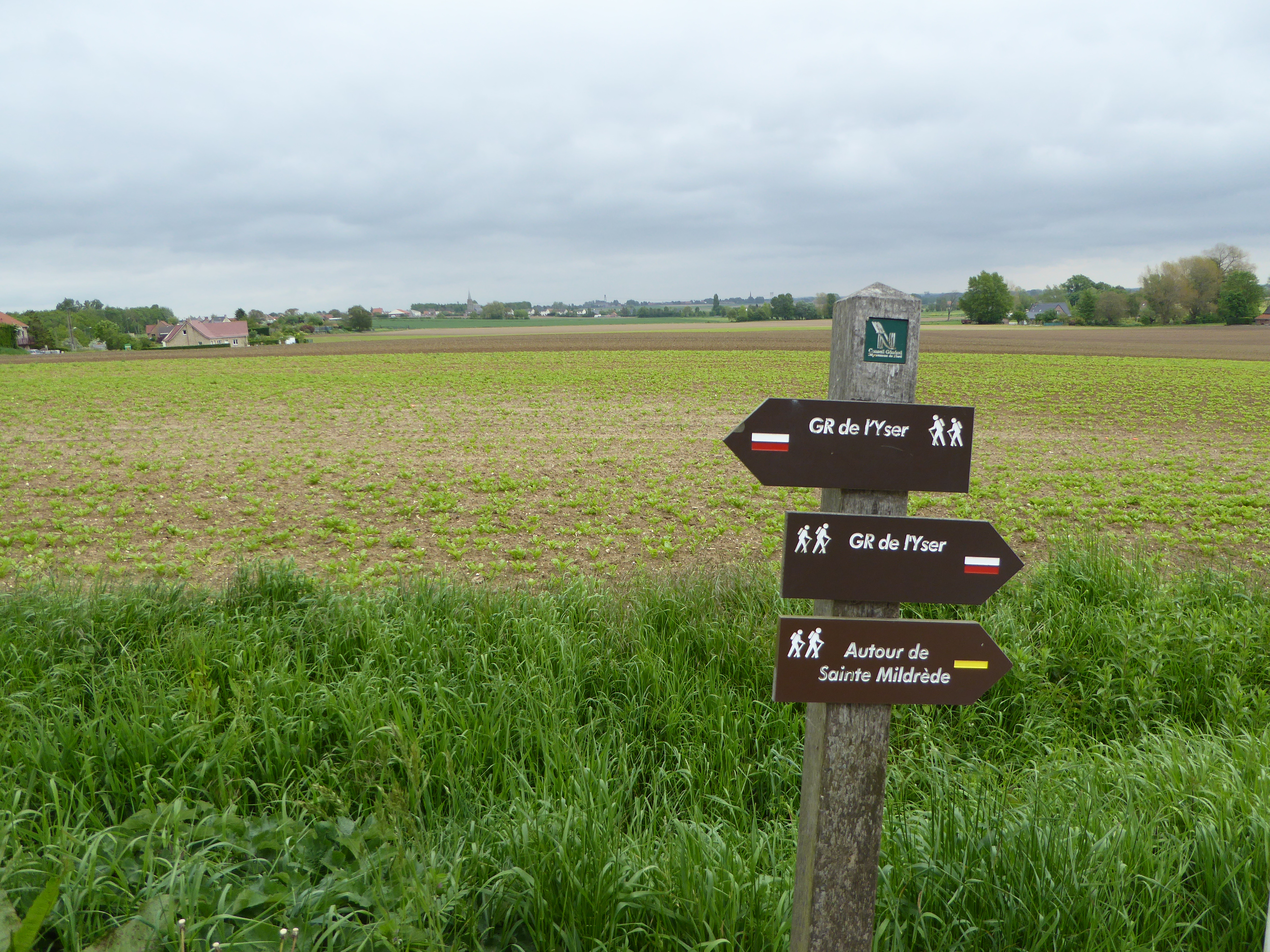

Un chemin de randonnée pédestre, de 18 km, « Sur les traces de Saint Martin »,  part du village et conduit jusqu'au marais audomarois via les villages de Saint-Momelin et Nieurlet.

### Lieux et monuments
- L'église Saint-Martin de Wulverdinghe : façade romane du XIIe siècle.
- La motte féodale du Hoeweel.

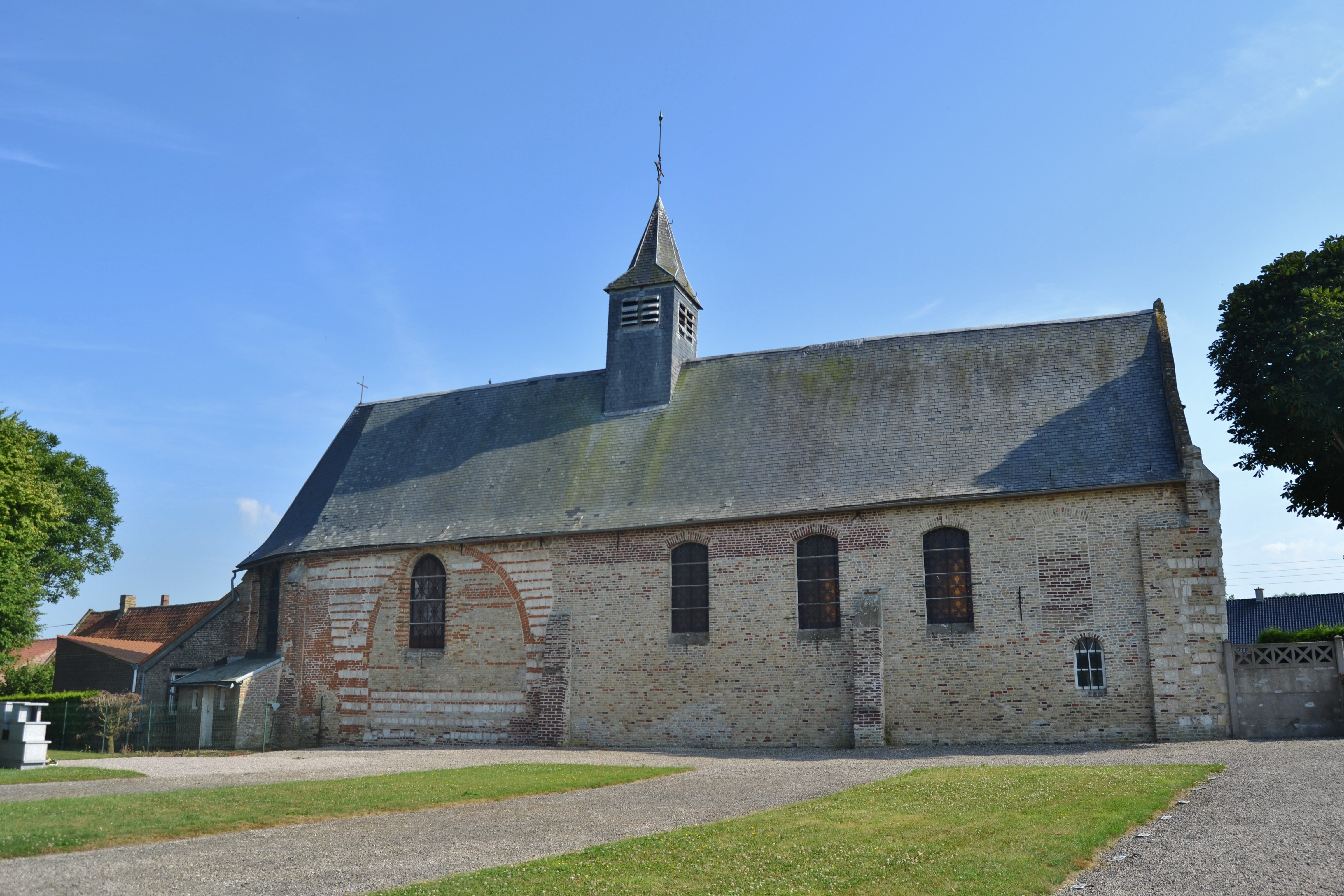
L'église
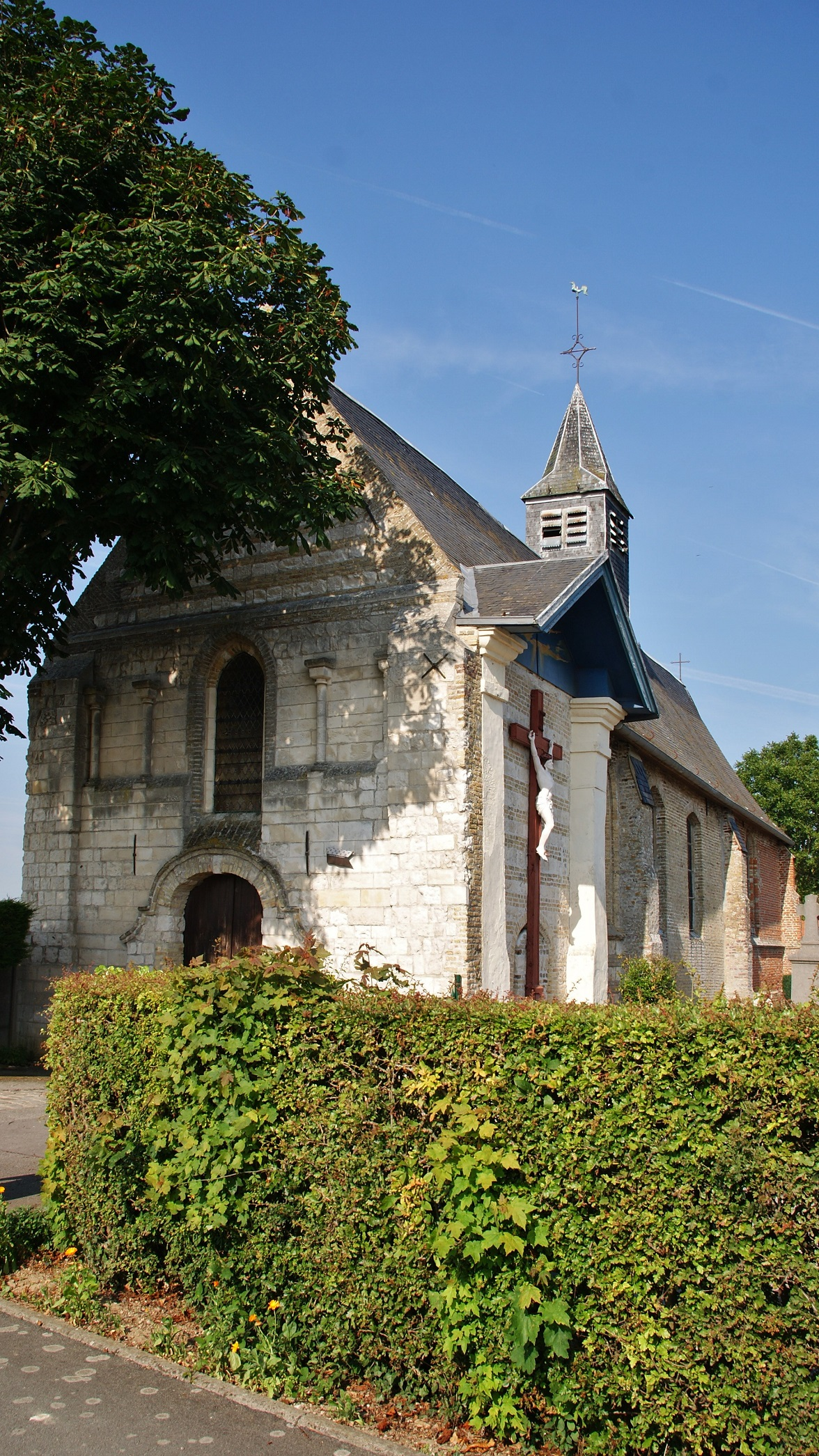
Entrée de l'église.
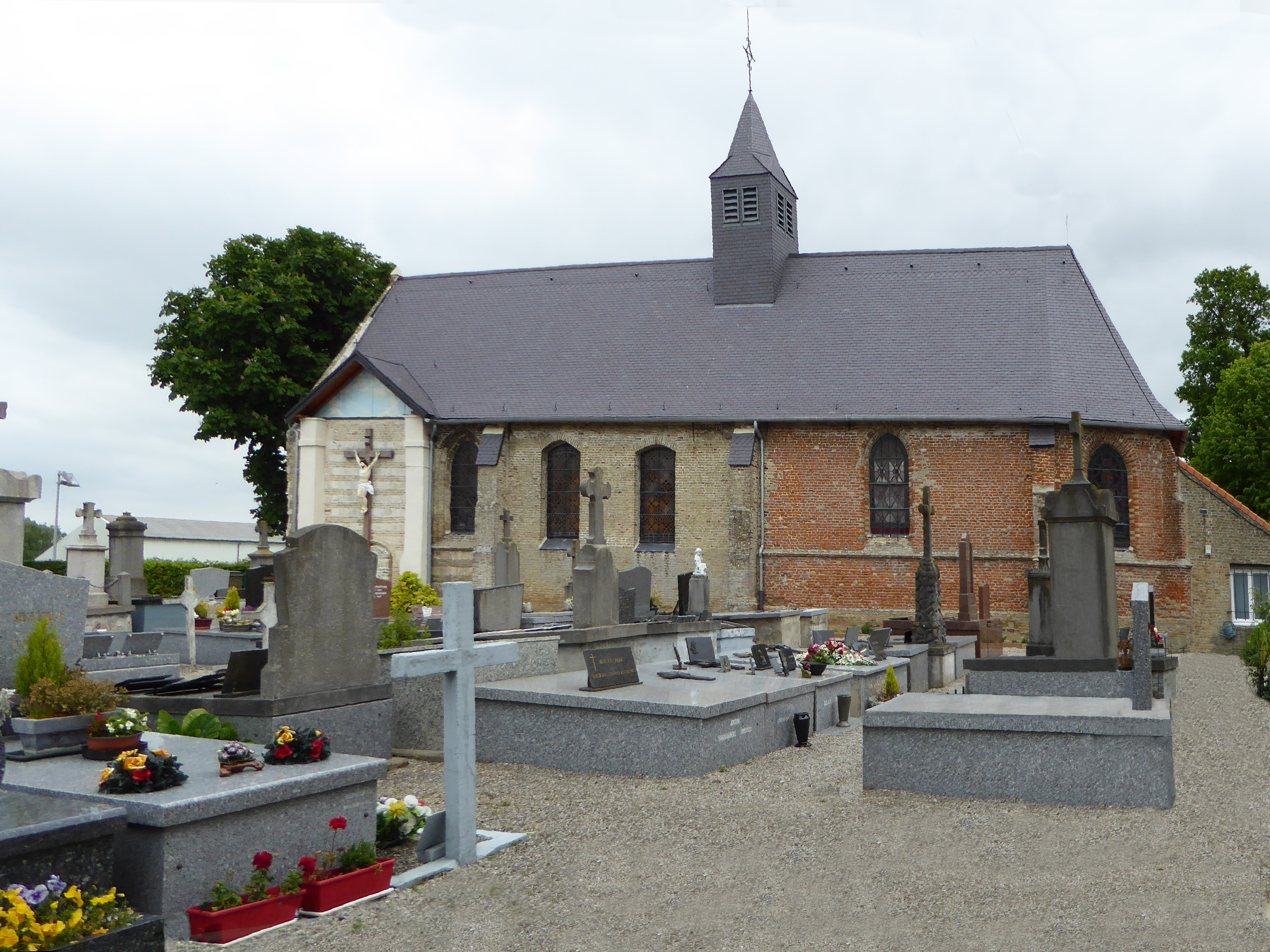
Vue sur l'église avec le cimetière et le calvaire.
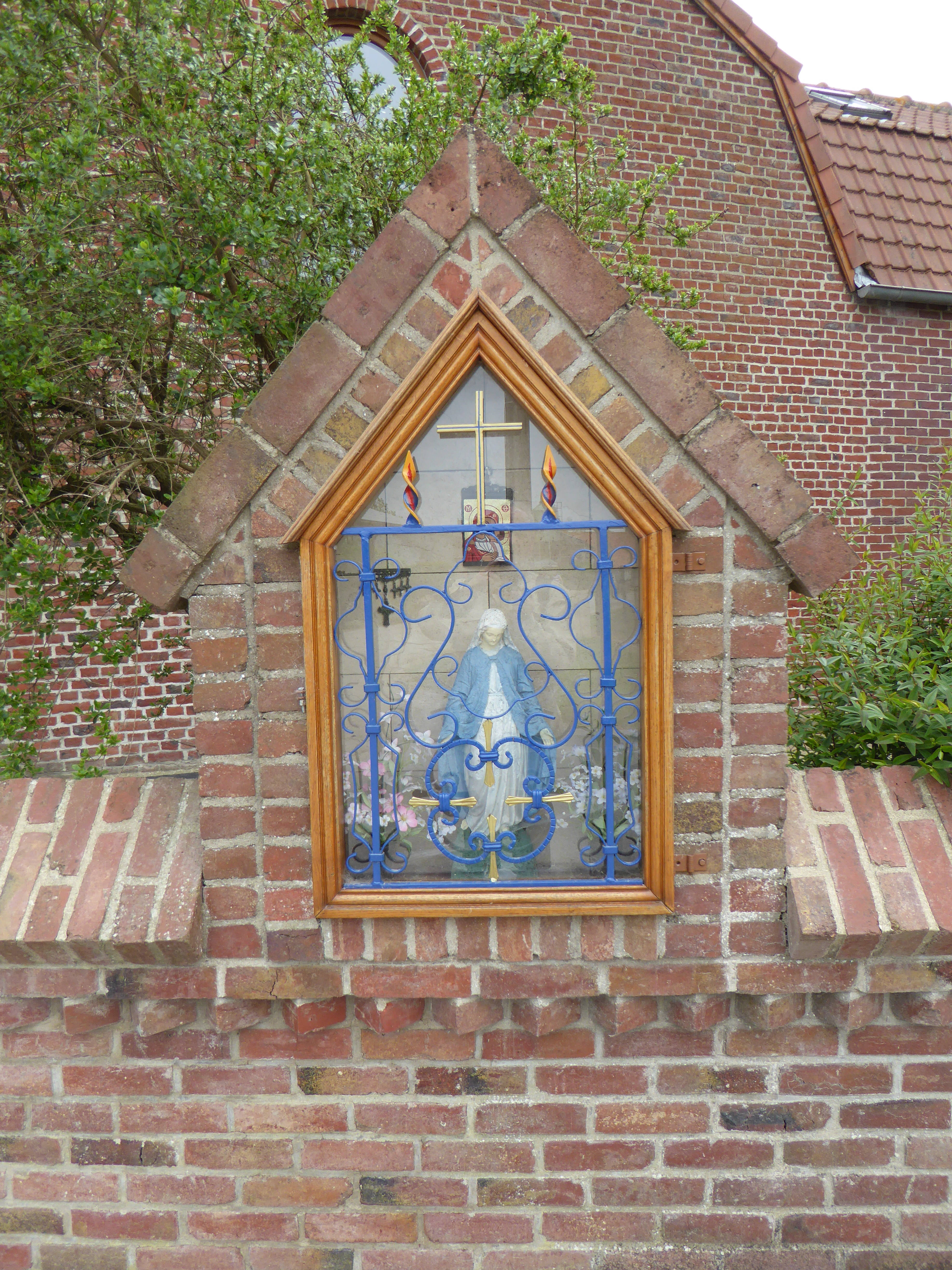
Oratoire, rue principale.
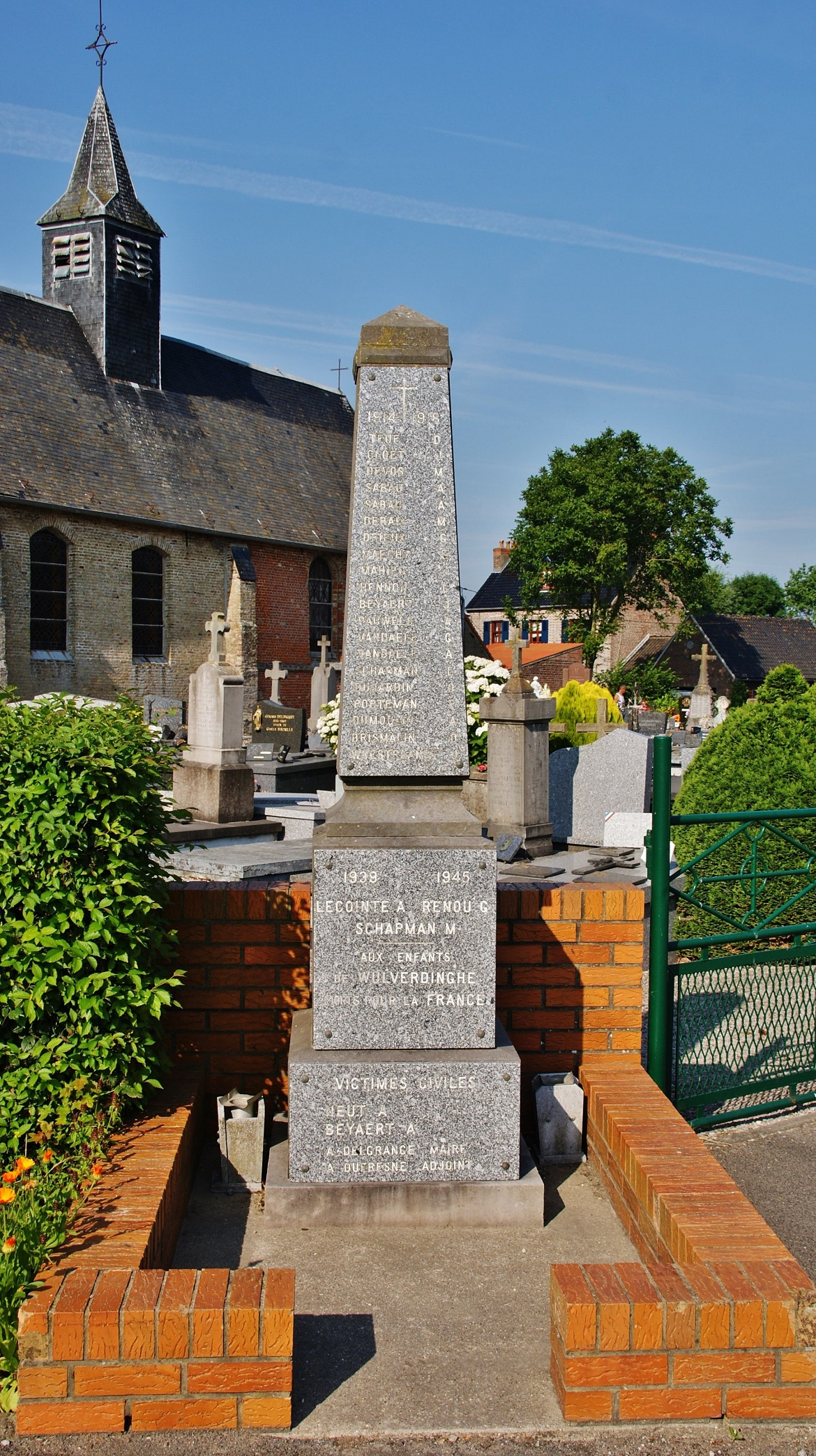
Monument aux morts.

### Héraldique
| Blason de Wulverdinghe | Blason  | Fascé d'or et d'azur de huit pièces, à trois annelets de gueules brochant sur les deux premières fasces en chef. |
| Blason de Wulverdinghe | Détails | Le statut officiel du blason reste à déterminer.                                                                 |

## Pour approfondir